# Liste der Naturdenkmale in Tauberbischofsheim
| Naturdenkmale | Anzahl |
| ------------- | ------ |
| FND           | 12     |
| END           | 3      |
| Gesamt        | 15     |

Die Liste der Naturdenkmale in Tauberbischofsheim nennt die verordneten Naturdenkmale (ND) der im baden-württembergischen Main-Tauber-Kreis liegenden Stadt Tauberbischofsheim und deren Stadtteile (Tauberbischofsheim mit der Stadt Tauberbischofsheim, dem Stadtteil Tauberbischofsheim über der Tauberbrücke, den Wohnplätzen An der Königheimer Straße und am Bahnhof Dittwar, Dienstadt, Distelhausen mit dem Dorf Distelhausen und dem Wohnplatz Bahnstation Distelhausen, Dittigheim mit dem Dorf Dittigheim und der Kleinsiedlung Hof Steinbach, Dittwar mit dem Dorf Dittwar und der Siedlung Heidenkessel, Hochhausen und Impfingen).
In Tauberbischofsheim gibt es insgesamt 15 als Naturdenkmal geschützte Objekte, davon 12 flächenhafte Naturdenkmale (FND) und 3 Einzelgebilde-Naturdenkmale (END).
Stand: 1. Januar 2018.

## Flächenhafte Naturdenkmale (FND)
| Name                                                         | Bild | Kennung     | Einzelheiten | Position | Fläche Hektar | Datum         |
| ------------------------------------------------------------ | ---- | ----------- | --- | -------- | ------------- | ------------- |
| Auewald Schollenwirt Impfinger Grund/Unteres Brücklein       |      | 81281150017 | Tauberbischofsheim-Impfingen Das flächenhafte Naturdenkmal liegt in der Gemarkung von Impfingen, nach einem renaturierten Tauberabschnitt am Taubertalradweg auf der rechten Tauberseite unmittelbar vor dem Ortseingang. | ⊙        | 0,3           | 10. März 1992 |
| Doline Stammberg, Gemeindewald Abt. II 5                     |      | 81281150006 | Tauberbischofsheim Das flächenhafte Naturdenkmal liegt auf dem Stammberg in der Gemarkung der Kernstadt Tauberbischofsheim. Es handelt sich um das sogenannte „Fuhrmannsloch“. Bei dieser Doline (auch als Senke bezeichnet) sind vermutlich unterirdische Gesteinsschichten eingebrochen. Das Bodenloch ist Gegenstand einer „Sage zum Fuhrmanns Loch“, der Josef Dürr in der Zeit um das Jahr 1900 herum ein Gedicht widmete. Laut einer Sage soll in diesem tiefen Loch oberhalb von Tauberbischofsheim auf dem Stammberg, dem „Furhmannsloch“, ein Fuhrwerk (Pferdegespann) eingesunken sein. Unten im Tal neben der Tauber soll das Fuhrwerk wieder an die Oberfläche gekommen sein. An der Austrittsstelle, die durch einen kleinen Hügel erkennbar sei, errichtete man eine Kapelle, die durch ein späteres Hochwasser zerstört wurde. | ⊙        | 0,0           | 21. Dez. 1981 |
| Felsen Hoher Rain/Steig                                      |      | 81281150012 | Tauberbischofsheim-Dittigheim Das flächenhafte Naturdenkmal liegt in der Gemarkung von Dittigheim, nordöstlich der B 27 am Hang. Bevor die Tauber bei Dittigheim begradigt wurde, verlief sie einst an dieser Hangseite. | ⊙        | 1,7           | 10. März 1992 |
| Felspartie Schlüsseläcker Im Grund                           |      | 81281150008 | Tauberbischofsheim-Dienstadt Das flächenhafte Naturdenkmal liegt in der Gemarkung von Dienstadt, nordwestlich des Dorfes am rechten Wegesrand des Külsheimer Wegs. | ⊙        | 0,3           | 10. März 1992 |
| Hohlweg Altenberg Flürlein/Küh/Kniebreche/Berglein/Altenberg |      | 81281150015 | Tauberbischofsheim-Hochhausen Das flächenhafte Naturdenkmal wird auch als Alte Steige bezeichnet und befindet sich in der Gemarkung von Hochhausen. Der Hohlweg verläuft zum Teil parallel zum Eiersheimer Weg, jedoch einige Meter tiefergelegen. | ⊙        | 4,7           | 10. März 1992 |
| Magerrasen Fuchsschwanz                                      |      | 81281150010 | Tauberbischofsheim-Distelhausen Das flächenhafte Naturdenkmal befindet sich in der Gemarkung von Distelhausen, östlich des Dorfes am Fuße des Kehlbergs, der sich in Richtung Grünsfeld und Gerlachsheim erstreckt. | ⊙        | 1,6           | 10. März 1992 |
| Quelle Tannenwald, Walddistrikt I                            |      | 81281150007 | Tauberbischofsheim Das flächenhafte Naturdenkmal liegt in einem Graben neben der Panzerstraße in der Gemarkung der Kernstadt Tauberbischofsheim. Es handelt sich um das sogenannte „Silberbrünnle“. Einer Sage nach soll beim Tannenfällen an diesem Ort im Wurzelbereich einer Tanne ein großer Silberschatz entdeckt worden sein. Dieser ließ sich jedoch nicht bergen, sondern verbarg sich durch ein immer tieferes Absinken. Nur noch das Silberbrünnlein gebe uns einen verwässerten Abglanz dieses Silberschatzes. Der Graben der Quelle durch den Hain schneidet sich tief ins Gelände. An einigen Stellen tritt Muschelkalk hervor, der die Vertiefung des Grabens steigert. | ⊙        | 0,0           | 21. Dez. 1981 |
| Steinbruch Vordere Brehmenleite                              |      | 81281150016 | Tauberbischofsheim Der aufgelassene Steinbruch befindet sich in der Gemarkung der Kernstadt Tauberbischofsheim, unmittelbar nach den letzten Häusern des Wohnplatzes An der Königheimer Straße etwas oberhalb der gleichnamigen Straße am Fuße des Stammbergs. | ⊙        | 1,3           | 10. März 1992 |
| Steinriegel Dittwar Burghelle                                |      | 81281150013 | Tauberbischofsheim-Dittwar Das flächenhafte Naturdenkmal liegt in der Gemarkung des Stadtteils Dittwar. Die Bezeichnung als Burghelle (auch: Burg Helle) deutet auf den vermeintlichen Standort einer heute nicht mehr vorhandene Burg hin, die im Jahre 1196 erstmals urkundlich erwähnt wurde. Die Lage auf einer Anhöhe zwischen Dittwar und Hof Steinbach könnte zur Überwachung des Muckbachtals gewählt worden sein. Ein Flurname deutet auf den möglichen Standort der Burg auf dem Berg links der Straße zur Kleinsiedlung Hof Steinbach hin. | ⊙        | 1,2           | 10. März 1992 |
| Sukzessionsfläche Wilm Leite                                 |      | 81281150009 | Tauberbischofsheim-Distelhausen Das flächenhafte Naturdenkmal liegt in der Gemarkung von Distelhausen. Es befindet sich südsüdwestlich des Dorfes hinter den Gleisen der Bahnstrecke Lauda–Wertheim. Unmittelbar westlich der Sukzessionsfläche beginnen die Distelhäuser Weinberge. | ⊙        | 2,2           | 10. März 1992 |
| Taubermäander mit Ufergehölz Ried/Langen Grund/Mühlwörth     |      | 81281150011 | Tauberbischofsheim-Hochhausen Das flächenhafte Naturdenkmal liegt in der Gemarkung von Hochhausen. Bei der Mäander handelt sich um einen schlingenförmigen Tauberabschnitt zwischen den Tauberbischofsheimer Stadtteilen Impfingen und Hochhausen. | ⊙        | 2,2           | 10. März 1992 |
| Trockenhang Hintere Brehmenleite                             |      | 81281150018 | Tauberbischofsheim Das flächenhafte Naturdenkmal liegt in der Gemarkung der Kernstadt Tauberbischofsheim. Es befindet sich an der linken Hangseite des Brehmbachtals am Fuße des Stammbergs. Unmittelbar südöstlich liegt ein Steinbruch sowie ein Betonwerk beim Tauberbischofsheimer Wohnplatz und Industriegebiet Bahnhof Dittwar. | ⊙        | 3,6           | 10. März 1992 |
| Legende für Naturdenkmal                                     |      |             | |          |               |               |

## Einzelgebilde-Naturdenkmale (END)
| Name                            | Bild | Kennung     | Einzelheiten | Position | Fläche Hektar | Datum         |
| ------------------------------- | ---- | ----------- | --- | -------- | ------------- | ------------- |
| 1 Linde Dittwar Obere Seegärten |      | 81281150014 | Tauberbischofsheim-Dittwar Der Lindenbaum befindet sich am Dittwarer Ortsrand an der Gissigheimer Straße, kurz vor der Abzweigung in den Eisgrundgraben. Daneben befindet sich ein Steinkreuz von 1872. In der Dittwarer Dorfchronik von 1968 wurde das Alter des Baumes auf 300 bis 400 Jahre geschätzt. | ⊙        | 0,0           | 10. März 1992 |
| 1 Linde Schlacht                |      | 81281150003 | Tauberbischofsheim Der Lindenbaum befindet sich am Beginn des Tauberbischofsheimer Laurentiusberges, rechts neben der Laurentiuskapelle. | ⊙        | 0,0           | 21. Dez. 1981 |
| 2 Linden Saugrube               |      | 81281150001 | Tauberbischofsheim-Dittigheim Die Lindenbüume befinden sich an der Frombergstraße, die von Dittigheim zur Kleinsiedlung Hof Steinbach führt. | ⊙        | 0,0           | 21. Dez. 1981 |
| Legende für Naturdenkmal        |      |             | |          |               |               |

## Ehemalige Einzelgebilde-Naturdenkmale
| Name                                 | Bild | Kennung     | Einzelheiten | Position | Fläche Hektar | Datum         |
| ------------------------------------ | ---- | ----------- | --- | -------- | ------------- | ------------- |
| 1 Linde Ortsetter                    |      | 81281150002 | Tauberbischofsheim-Impfingen Das Alter der Dorflinde war nicht bekannt, schätzungsweise über 200 Jahre. Die Dorflinde musste im September 2017 aus Sicherheitsgründen gefällt werden. | ⊙        | 0,0           | 21. Dez. 1981 |
| 1 Linde Dittwar Steigweg am Friedhof |      |             | Tauberbischofsheim-Dittwar Die ursprüngliche Linde, deren Alter auf etwa 150 Jahre geschätzt wurde, musste im Januar 2015 aus Sicherheitsgründen gefällt werden. Im März 2015 wurde an selbiger Stelle eine neue Linde gepflanzt. Der Lindenbaum befindet sich in der Nähe des Dittwarer Friedhofs an der Abzweigung des Steigwegs (im Dittwarer Ortsdialekt als Staach [ʃdaːx] bezeichnet). | ⊙        | 0,0           |               |
| Legende für Naturdenkmal             |      |             | |          |               |               |